# Tuwalnia
Tuwalnia – szeroki pas zdobionej, wzorzystej, delikatnej, cienkiej tkaniny.
Jest to dawne określenie chusty, którymi opasywały się kobiety. W znaczeniu liturgicznym może być to określenie welonu naramiennego, pasa tkaniny noszonego podczas przenoszenia Najświętszego Sakramentu lub posługi przy mitrze i pastorale. Znane są także tuwalnie żałobne. W nadzwyczajnej formie Rytu Rzymskiego używa go także subdiakon, który przytrzymuje patenę, która nie jest używana przez znaczną część Mszy Wiernych; welon ten nazywano subdiaconale.
Tradycja tuwalni jako elementu pamięci, zapisu, pozostała do dziś.